# Sindelfingen
Sindelfingen város Németországban, azon belül Baden-Württembergben. Lakosainak száma 65 504 fő (2023. december 31.). Sindelfingen Böblingen, Magstadt, Leonberg, Stuttgart, Leinfelden-Echterdingen, Ehningen, Aidlingen és Grafenau községekkel határos.

## Fekvése
Stuttgarttól 15 km-re délnyugatra található. 

## Városrészei
1971-ben a következő települések épültek be Sindelfingen városába: 

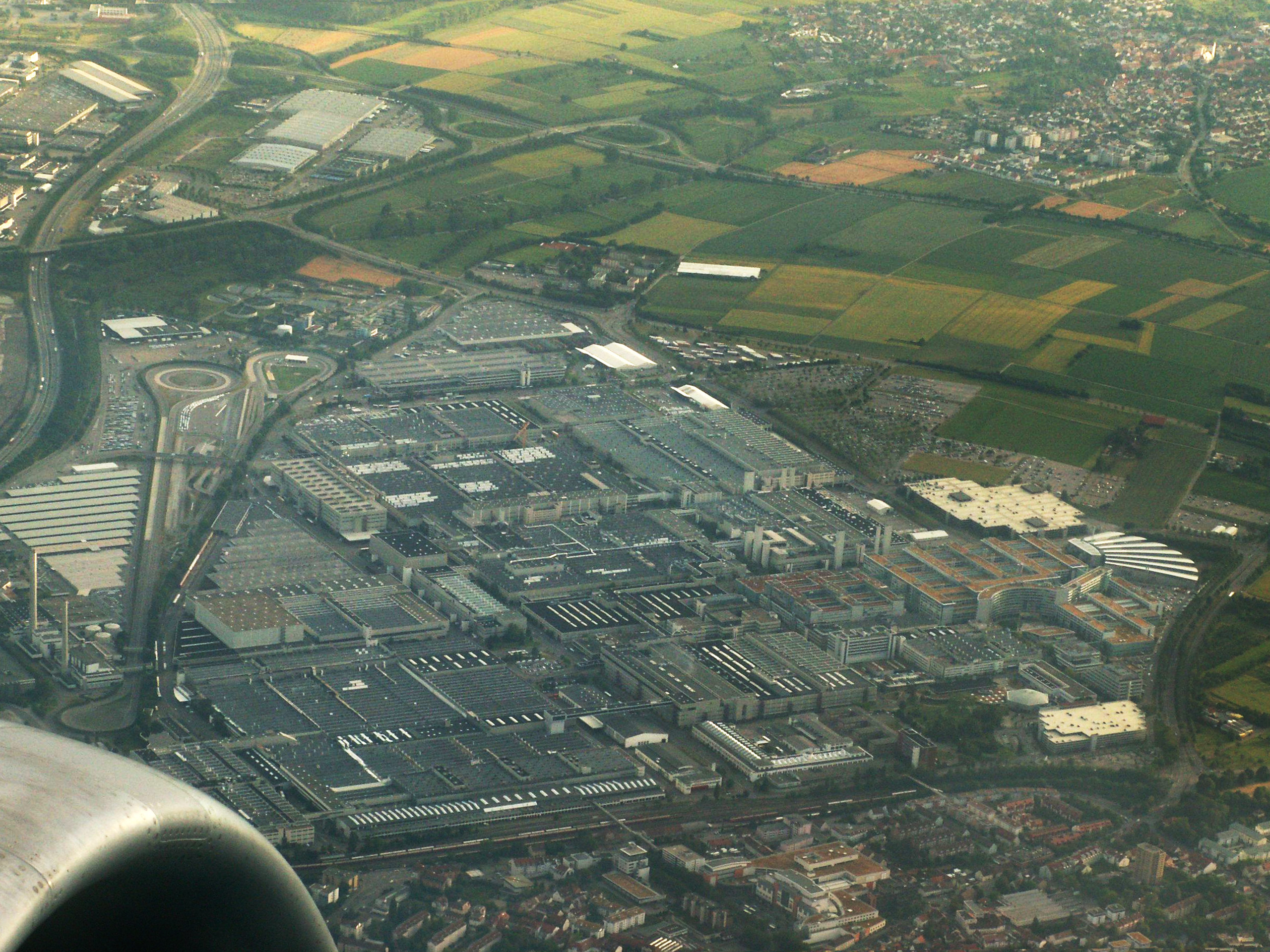
A sindelfingeni Mercedes-Benz telep

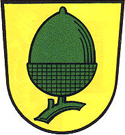
Maichingen
Darmsheim

## Népesség
A település népessége az elmúlt években az alábbi módon változott:
| Lakosok száma | 33 011 | 49 187 | 54 638 | 55 658 | 56 861 | 59 474 | 60 843 | 60 829 | 61 669 | 65 504 |
|               | 1961   | 1968   | 1974   | 1981   | 1987   | 1994   | 2000   | 2007   | 2013   | 2023   |

## Gazdaság
Mercedes-Benz Werk Sindelfingen (a Daimler AG 1915-ben létesült ipartelepe, ahol főleg gépkocsik összeszerelése folyik).

## Nevezetes emberek
Egyik utcáját Barényi Béla magyar származású feltalálóról nevezték el (Béla-Barényi-Straße).  